# مات كرويل
مات كرويل (بالإنجليزية: Matt Crowell)‏ هو لاعب كرة قدم بريطاني، ولد في 3 يوليو 1984 في Bridgend County Borough ‏ في المملكة المتحدة. شارك مع منتخب ويلز تحت 17 سنة لكرة القدم ومنتخب ويلز تحت 21 سنة لكرة القدم. أما مع النوادي، فقد لعب مع سنترال كوست مارينرز ونادي ألترينتشام ونادي أورينسي ونادي ريكسهام ونادي ساوثهامبتون ونادي فارنبوروه.

## وصلات خارجية
- مات كرويل على موقع قاعدة بيانات كرة القدم.إي يو (الإنجليزية)
- مات كرويل على موقع Soccerbase.com (لاعب) (الإنجليزية)
- مات كرويل على موقع عالم كرة القدم.نت (الإنجليزية)